# Offener Kanal Kiel
Der Offene Kanal Kiel (kurz OK Kiel) ist eine Einrichtung der Offener Kanal Schleswig-Holstein A.ö.R. (OKSH). Er unterhält den Fernsehsender Kiel TV und den Hörfunksender Kiel FM, einen MakerSpace und Medienkompetenzangebote.

## Rahmendaten
Der OK Kiel gehört zur Kategorie Bürgermedien und ist Teil der Anstalt öffentlichen Rechts Offener Kanal Schleswig-Holstein, zu der außerdem der Offene Kanal Flensburg, der Offene Kanal Lübeck und der Offene Kanal Westküste gehören. Der Sitz dieser Anstalt befindet sich im selben Gebäude wie der OK Kiel in Kiel-Hassee.
Der OK Kiel sendet sein TV-Programm KielTV seit 1991 im Kieler Kabelnetz und seit 2008 auch im Stream auf www.okkiel.de und der App BürgerSenden. Neben zwei Koordinatoren arbeiten dort Medienassistentinnen und -assistenten, Techniker, Medienpädagoginnen und -pädagogen, Werkstudierende, Auszubildende des OKSH und FSJler.
Dem Modell des Bürgerrundfunks entsprechend werden Sendeinhalte ausschließlich durch Bürgerinnen und Bürger produziert und verantwortet.
Radio-Außenstudios befinden sich u. a. auf dem Gelände der Kieler Universität und auf dem Gelände der Kieler Fachhochschule und an Schulen in Norderstedt und Pinneberg.
Das Radio Kiel FM ging 2002 auf Sendung und begann mit dem Claim „Alles ist drin“. Mitte Mai 2013 wurde dieser dann in „Die Stimme, die ich kenn'“ geändert. Seit August 2018 lautet er „Einmalig anders“. Station-Voice ist Leif Prengel.
Im Jahr 2022 wurde die gesamte Sendetechnik für TV und Radio modernisiert.

## Zielsetzung
Ziel des OK Kiel als Bürgersender ist es, Medienkompetenz, soziale Kompetenz und politische Bildung zu vermitteln und zu Aus- und Fortbildung und Qualifizierung beizutragen.
Er trägt dazu bei, Artikel 5 Absatz 1 des Grundgesetzes umzusetzen nach dem jeder Mensch das Recht hat, „seine Meinung in Wort, Schrift und Bild frei zu äußern und zu verbreiten...“.
Um dies zu erreichen, werden bspw. jährlich ca. 100 Seminare, Workshops und sonstige Lehrveranstaltungen in Präsenz und online angeboten. Die Teilnahme daran ist kostenlos.
Auf Anfrage werden auch gezielt anwendungsspezifische Einzel- und Gruppenberatungen angeboten.
Der OK Kiel stellt für die Produktion der Beiträge in seinen Räumen Studios und außer Haus Ausrüstung im gebührenfreien Verleih zur Verfügung und weist in die Bedienung der Technik ein.

## Programm

Offener Kanal Schleswig-Holstein - OKSH

Hörfunk- und Fernsehprogramm werden von Bürgerinnen und Bürgern (natürlichen Personen) hergestellt, die sich teilweise zu Redaktionsgruppen zusammenschließen.
Die Sendezeiten bei Kiel FM und Kiel TV stehen für alle zur Verfügung, die sich zur Nutzung angemeldet haben. Einige Sendeplätze sind jedoch fest vergeben. Um sich auf einen solchen festen Sendeplatz bewerben zu können, muss man zuvor regelmäßig Sendungen produziert und diese zum vereinbarten Sendetermin fertiggestellt haben.

### Kiel TV
Eine Vielzahl der Sendungen besteht aus Aufzeichnungen von Veranstaltungen der Gegenwartskultur, wie Konzerte, Ausstellungen, Literaturlesungen und Theateraufführungen von Amateurbühnen und Schulen. Dazu kommen meist ungekürzte Mitschnitte von öffentlichen Vortrags- und Diskussionsveranstaltungen zu Gesellschaft, Kunst und Kultur, Wissenschaft, Wirtschaft und Politik.
Aus dem politischen Leben Schleswig-Holsteins werden zum Beispiel die Ratsversammlungen in Kiel und Neumünster, die Kreistagssitzungen des Kreises Rendsburg-Eckernförde in Rendsburg und die Sitzungen des Landtags Schleswig-Holstein live übertragen sowie Gesprächsrunden vor den jeweiligen Sitzungen regelmäßig auf Kiel TV gezeigt. Dazu kommen vereinzelt auch im TV-Studio des OK Kiel produzierte politische Gesprächsrunden mit überregionalem Charakter.
Seit Februar 2012 wird von einer Gruppe Nutzerinnen und Nutzer bei KielTV die Talk-Sendung „Lass mal schnacken“ produziert. Bis September 2024 entstanden 475 Folgen.
Am jeweils letzten Samstag des Monats sendet KielTV „Nightlife Nightlive“, eine vierstündige Musiksendung mit Szenemusik, vorwiegend live. Das Format besteht seit 1996.
Reiseberichte, die von Nutzerinnen und Nutzern zur Sendung eingereicht werden, bilden einen weiteren Programmschwerpunkt.
Im September 2024 wurde der SDTV-Betrieb eingestellt, das Programm wird nun ausschließlich als HDTV-Signal versendet.

### Kiel FM
Zum größten Teil ist das Programm des Radiosenders bunt gemischt, da alle Nutzer selbst entscheiden, worüber berichtet und welche Musik gesendet wird. Von zwei Außenstudios an Universität und Fachhochschule strahlen Studierende mehrmals pro Woche ihre Sendungen „Campus Radio“ (Uni) und "Campus Radio Aktiv" (FH) aus.
Die Außenstudios in Norderstedt und Pinneberg senden Schulfunk zusammen mit dem Radiosender TIDE in Hamburg.
Zur Kieler Woche wird an Stelle des regulären jeweils ein gesondertes Radioprogramm veranstaltet (Event-Radio). Hierfür wird im Regelfall mit einem mobilen Radiostudio an der Kiellinie gesendet.

## Voraussetzungen
Um das Angebot des OK Kiel nutzen zu können, muss man einen Wohnsitz in Schleswig-Holstein, Hamburg oder in der Region Syddanmark haben und dies mit gültigem Personalausweis oder z. B. Pass und Meldebescheinigung nachweisen. Minderjährige müssen sich in Begleitung ihres Erziehungsberechtigten anmelden.
Die für die Produktion von Beiträgen für die Programme im Offenen Kanal nötigen technischen Ausrüstungen wie EB-Kamera-Einheiten, DSLR-Kameras, mobile Licht- und Tontechnik bis hin zu dreizügigen transportablen digitalen TV-Studios nebst Fahrzeugen werden ebenso kostenlos zur Verfügung gestellt, wie Produktionsstudios und Schnittplätze, sowie weitere Ausstattung zur Förderung der Medienkompetenzbildung. Technisch Unerfahrene werden zuvor eingewiesen. Vorherige Terminvereinbarung wird empfohlen.
Die Programme des OK Kiel sind werbefrei. Es werden weder Gebühren für die Nutzung erhoben noch Vergütungen für die eingereichten Sendungen gezahlt. Die Kosten für den Betrieb werden aus dem Rundfunkbeitrag bestritten. Dementsprechend ist die Nutzung von Material des Offenen Kanals für andere als OK-Zwecke nicht statthaft.

## Empfangsgebiet
Kiel TV ist über das Kieler Kabelnetz zu empfangen. Zum Empfangsgebiet gehören das Umland Kiels, Eckernförde, Rendsburg und Nortorf und ihre direkte Umgebung, Schwentinental, Preetz, Schellhorn, Neumünster und seine nördlichen, westlichen und südlichen Vororte, sowie Bornhöved und Trappenkamp.
Kiel FM wird über den UKW-Rundfunk auf der Frequenz 101,2 MHz vom Fernmeldeturm Kiel ausgestrahlt. Das Empfangsgebiet ist Kiel und seine direkte Umgebung mit ca. 360.000 Einwohnern. Zusätzlich wird das Programm vom Sternpunkt Kiel im Probebetrieb über DAB+ auf Kanal 5A verbreitet.
Neben diesen Empfangsmöglichkeiten gibt es online seit 2008 sowohl für das Fernseh-, als auch für das Radioprogramm jeweils einen Livestream auf www.okkiel.de. Seit Januar 2014 läuft der Livestream des Radioprogramms als MP3-Stream. Zusätzlich sind die Programme über die „Bürger-senden-App“ z. B. auf Smartphones zu empfangen.